# Жунлу
Жунлу (кит. трад. 榮祿, упр. 荣禄, пиньинь Rónglù, в системе Джайлза — Уэйда Jung-lu, часто ошибочно Yung Lu, 1836—1903) — государственный деятель позднего периода Цин. Происходил из маньчжурского рода Гувальгия из Суан (Белого знамени), потомок Фендоня — одного из пяти министров-основателей государства. Отец и двое дядей Жунлу погибли в боях во время подавления Тайпинского восстания. Во время регентства Цыси Жунлу стал одним из лидеров консервативной фракции при императорском дворе, активно выступал против деятельности Кан Ювэя. Выдал свою дочь Юлань замуж за князя Чуня, является дедом по материнской линии последнего цинского императора Пу И.
В 16-летнем возрасте благодаря заслугам деда и отца был без образования и испытательного срока определён в министерство общественных работ в должности секретаря. После этого был переведён в финансовое ведомство, в 1866 году был назначен в управление полицейского знамённого отряда, поддерживавшего порядок в Пекине (буцзюнь тунлин), возглавив это ведомство в 1877 году. В 1878 году был повышен до звания министра общественных работ. Конфликт с принцем Чунем привёл к тому, что Жунлу был вынужден сложить свои полномочия и несколько лет не занимать общественные должности.
Очередной подъём карьеры Жунлу начался в 1887 году, когда он был назначен почётным командиром монгольского Синего знамени, а в 1891 году направлен командовать маньчжурским гарнизоном в городе Сиань, где на практике отрабатывал возможные варианты военной реформы.
В 1894 году, после начала японо-китайской войны, по рекомендации князя Гуна был назначен буцзюнь тунлином, а также членом чрезвычайного Военного совета, был назначен организовать оборону в пяти городах в окрестностях Пекина. 11 августа 1895 года назначен военным министром и, по совместительству, членом Цзунли ямэнь — внештатного ведомства, совмещавшего функции министерства иностранных дел и внешней торговли. Тогда же порекомендовал Юань Шикая на должность командующего «новыми войсками». В 1897 году предложил организовать новую систему обучения войск и открыть военные училища. В 1898 году назначен командующим войсками столичной провинции Чжили. В сентябре 1898 года назначен главой обороны Чжили, одновременно став командующим Бэйянской армии. После эвакуации императора Гуансюй и вдовствующей императрицы Цыси из Пекина в августе 1900 года Жунлу был оставлен в столице «улаживать дела» с империалистическими державами. В октябре 1900 года, однако, его перевели в Сиань — «запасную» столицу. В июле 1901 года Жунлу возглавил финансовое ведомство, однако в последние годы тяжело болел и подвергался нападкам со стороны как консерваторов, так и оппозиции. После кончины удостоен посмертного титула «Просвещённый и Верный» (Вэньчжун 文忠) и аристократического титула «нань 1-й степени». Биография Жунлу была включена в «Цин ши гао».
О жизни Жунлу сохранилось мало сведений, поскольку его резиденция была сожжена во время взятия Пекина коалицией восьми держав в 1900 году; погибли практически все документы личного архива. Первая монографическая биография увидела свет лишь в 2016 году.

## Происхождение. Ранние годы (1836—1860)
Некоторые сведения о генеалогии сановника приводятся в эпитафии на надгробной стеле, написанной Сунь Цзаотянем, а также в биографии отца и деда, составленной самим Жунлу. Его род Гувальгия из аймака Суан относился к Белому знамени, одному из трёх «высших» подразделений маньчжурского народа-войска (наряду с Жёлтым знаменем и Жёлтым знаменем с каймой). Даже если верны приведённые в эпитафии сведения, что далёким предком рода Гувальгия был один из приближённых хана Нурхаци Фендонь, ветвь, из которой происходил Жунлу, не была родовитой. Его прадеда звали Ахуна (阿洪阿), в правление императора Цяньлуна он дослужился до чина фудутуна, но подробностей не сохранилось. Возвышение семьи началось от деда по имени Тасыха (塔斯哈), который проявил себя в 1800 году во время восстания Белого Лотоса, а в правление Даогуана он восемь лет возглавлял округ Или и участвовал в подавлении восстания Джахангира, где сложил голову. Под его началом служил дядя Жунлу по имени Чанжуй (прозванный Сяоцюань). Отец Жунлу — Чаншоу, по прозвищу Сипэн, служил в личной охране императора Даогуана и дослужился до телохранителя второго ранга. Когда истёк срок его пребывания в столице по ротации, он избрал для дальнейшей службы Фуцзянь. Оттуда он был отправлен в Гуанси для подавления тайпинского восстания. В 1851 году братья Чанжуй и Чаншоу погибли в бою с повстанцами. Их семьи, находившиеся в Фуцзяни, императорским указом за казённый счёт были возвращены в столицу. Ещё один дядя Жунлу — Чантай (прозванный Цзиань), погиб в боях с тайпинами в 1863 году.

Белое знамя, к которому принадлежало семейство Жунлу

Мать Жунлу происходила из клана Учжа (乌札), в браке с Чаншоу у неё было три сына: Чунлу, Жунлу и Хуэйлу. Жунлу лишился матери, когда ему было пять лет (по китайскому счёту от зачатия). За заслуги их отца и деда братья были приняты на казённое воспитание и будущая их карьера была более благоприятна, чем у прочих маньчжуров, даже привилегированных знамён. В восьмой день 11 луны второго года правления Сяньфэн (1852) 16-летний Жунлу императорским повелением был принят на службу и определён в ведомство общественных работ (Гунбу 工部) в должности секретаря (шилан 侍郎). В 1854 году была объявлена помолвка Жунлу с девицей рода Куяла — дочерью командира знамённого гарнизона Нанкина, но она скончалась ещё до заключения брака. В следующем году Жунлу выгодно женился на девице из рода Сакда — дочери офицера императорских телохранителей; её семья была связана с родом императрицы Сяодэсянь. В браке родился сын Жуйлин. Благодаря протекции родни, Жунлу был переведён в финансовое ведомство (Хубу 户部) помощником инспектора, а в 1858 году дослужился до начальника департамента, что было необычно для чиновника его лет. Предположительно, это было следствием протекции императора, который стремился в годы борьбы с тайпинским восстанием и после поражения в торговой войне с иностранцами повысить боевой дух маньчжуров. Далее Жунлу оказался вовлечён в конфликт министра финансов с канцлером Сушунем, и лишился должности, ему также было отказано в повышении до третьего ранга. Во время взятия Пекина иностранными войсками и отъезда императора в Жэхэ, Жунлу с братом был зачислен в патрульно-охранный отряд, который должен был оборонять столицу. После переворота 1861 года, когда формально при малолетнем императоре Тунчжи действовал регентский совет из восьми сановников (включая князя Гуна, императриц Цыси и Цыань), карьерный рост Жунлу возобновился. В день казни Сушуня Жунлу стоял в карауле у врат Цайшикоу. Позднейшее предание утверждало, что он не скрывал радости от зрелища унижения всесильного сановника. Историк Сян Лайсинь утверждал, что Жунлу и Цыси состояли в родстве, и императрица могла положиться на верность потомственного представителя военного сословия. Методистский епископ Джеймс Башфорд сообщал слухи (которые сам же именовал непроверяемыми), что, якобы, Жунлу и Цыси были обручены с детства и в дальнейшем даже были любовниками, чем и объясняется его преданность императрице.
Немногие сохранившиеся свидетельства демонстрируют, что Жунлу был равнодушен к традиционной китайской учёности, не отличался изысканным литературным стилем. По своим взглядам он был гибок и осторожен в выражениях, при этом был темпераментным и гордым, а тяжёлые испытания в отрочестве и молодости сделали его подозрительным. В воспоминаниях некоего Хэ Ганьдэ приводится история, когда Жунлу, ещё пребывавший в средних чинах, оказался на частном театральном представлении. Рядом сидели двое фуцзяньских чиновников, которые обсуждали персонажей пьесы на родном диалекте, который Жунлу более или менее понимал. Он обратился к соседям на фучжоуском диалекте, а на следующий день написал донос, что фуцзяньцы нелицеприятно отзывались о нём. Жунлу был свойственен крайний фатализм, и в результате он стал знатоком гадания на «И-цзине». Принимая решения о кадровых назначениях, Жунлу всегда советовался с оракулом, его секретарь и помощник Чэнь Куйлун утверждал, что иногда предсказания сановника бывали удивительно точными.

## Придворная карьера (1861—1894)

### Правление Тунчжи (1861—1875)

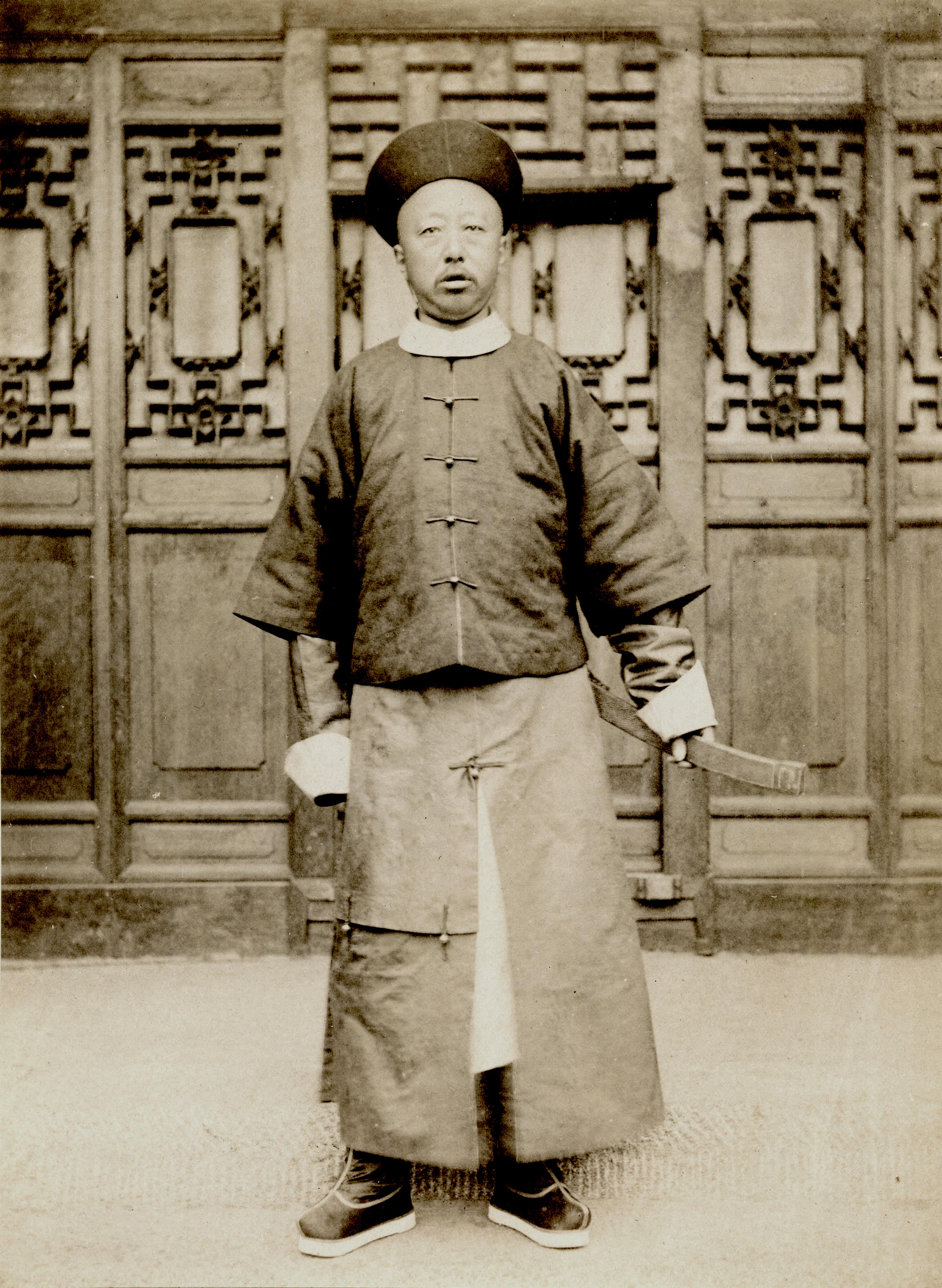
Князь Чунь в 1870-е годы

После переворота 1861 года Жунлу был зачислен в состав экспериментального отряда «нового строя», обучаемого и экипируемого британскими советниками на базе лагеря в Шэньцзи. Эти войска были созданы по инициативе князя Гуна, как основанная в это же время Хуайская армия. В 1863 году Жунлу был повышен до командира войскового крыла знамённых «нового строя» в Шэньцзи, численность которых достигла 500 человек. По его инициативе артиллерия была переведена на конную тягу, и батальон проявил себя при подавлении одного из очагов восстания няньцзюней. В результате, в 1866 году Жунлу впервые был удостоен аудиенции императриц-регентов. Его батальон был переведён в столицу для несения караульной службы, а сам он стал командиром. В 1870 году после инцидента в французскими миссионерами в Тяньцзине, императорским указом Жунлу был временно назначен заместителем левого министра общественных работ (工部左侍郎). Поскольку императрица Цыси делала в тот период ставку на придворную группировку князя Чуня, в которую входил и сановник, назначение свидетельствовало о полном доверии к Жунлу. В 1871 году Жунлу лишился поста начальника Трёх хранилищ (серебра, парчи и красок) в придворном ведомстве, и, по косвенным данным, был переведён надзирать за строительством мавзолея императрицы-матери. Формально он всё это время числился в батальоне, но к военной службе отношения не имел. В 1873 году чиновник перешёл на должность заместителя левого министра налогов, попутно занимаясь делопроизводством в Трёх хранилищах. Вероятно, это было связано с финансированием строительства императорских мавзолеев. В общей сложности, с проектами императорских мавзолеев (в том числе покойной императрицы Цыань) Жунлу был связан в течение шести лет. Примерно в это же время Жунлу достиг второго чиновного ранга и неизбежно оказывался вовлечён в сложные придворные интриги, затрагивавшие как интересы маньчжурских кланов, так и китайских провинциальных и столичных элит.
Одним из важнейших политических ресурсов Жунлу были его семейные связи. Его жена служила в свите вдовствующей императрицы, старшая дочь была обручена с князем Ли, который занимал должность главы Императорского совета. Младшая дочь Юлань в 1900-е годы была выдана замуж за князя Айсиньгёро Цзайфэна, унаследовавшего титул князя Чуня. По характеру Жунлу умел налаживать отношения с совершенно разными людьми, как с потомственной маньчжурской аристократией, так и генералом Дун Фусяном, который в юности был разбойником. С Дун Фусяном Жунлу даже побратался. Судя по сохранившимся свидетельствам, несмотря на сложные политические отношения, в личных контактах Ли Хунчжан и Жунлу были совершенно откровенны друг с другом.

### Первые десятилетия эры Гуансюй (1875—1891)
В результате сложных интриг, поводом для которых стал коррупционный скандал при подрядах на восстановление дворца Юаньминъюань, в 1875 году Жунлу получил должность министра общественных работ, совмещая свои военные обязанности. В тот период он сдружился с наставниками императора — Ли Хунцзао (1820—1897) и Вэн Тунхэ. Расположения Жунлу искал и Чжан Чжидун. Во время болезни императора Тунчжи, Жунлу заведовал протокольной комиссией, готовя правильный погребальный ритуал, он же руководил похоронами. За образцовое исполнение обязанностей Жунлу удостоился награды вдовствующей императрицы Цыси, получив два рулона жёлтого атласа, один из них — с вышивкой. После возведения на престол нового императора Гуансюй его наставником был назначен Вэн Тунхэ.
В первом лунном месяце 1877 года Жунлу был возвращён на должность буцзюнь тунлин, что в его случае означало командование охранно-полицейскими силами в Пекине и пригородах. В том же 1877 году Жунлу впервые работал вместе с Ли Хунчжаном, когда они вместе боролись с голодом в провинции Чжили. После окончания траура по императору и завершения строительства мавзолея сановник Шэнь Гуйфэнь в меморандуме, поданном в Цензорат, обвинил Жунлу в растрате средств и несправедливых переводах подчинённых по должности. Дело разбиралось в Императорском совете, но оказалось запутанным, в него были вовлечены чины столичного гарнизона и Академии Ханьлинь. Документа о приговоре не сохранилось или он вообще не был составлен, однако в архиве остались два прошения Жунлу об отпуске — на пять, девять и десять дней под предлогом болезни. В тогдашней практике цинского двора прошение об отпуске было косвенным свидетельством покаяния и методом разрешения острых конфликтов. Дальнейшее расследование, проведённое цензором Кун Сянчжуанем, что бывший подчинённый по батальону Ма Хэту принёс к воротам резиденции Жунлу 3000 золотых монет; при этом в коррупционную схему мог быть включён и столичный губернатор Ли Хунчжан. Дело Ма Хэту тянулось до 1880 года, так и не было расследовано, однако до 1884 года Жунлу был отстранён от всех дел и фактически оказался в ссылке, хотя и не покинул Пекина.
Весной 1878 года Жунлу тяжело заболел: на поясе у него выскочила опухоль, которая сначала имела величину «с рисовое зерно», а затем загноилась и стала увеличиваться, боль была невыносимой. Китайская медицина была не в состоянии помочь ему. Друживший с маньчжуром Цзэн Цзицзэ посоветовал обратиться к врачу-миссионеру Джону Даджену. Понадобилось две операции с анестезией (было сделано в общей сложности 19 разрезов и обширное иссечение), выздоровление затянулось на семьдесят дней. Жунлу был настолько впечатлён искусством европейского медика, что в 1885 году написал предисловие для учебника общей анатомии, написанного Дадженом на китайском языке.
Сохранив дружественные отношения с князем Чунем, в 1884 году Жунлу вернулся в большую политику. Частично сохранилась его переписка с князем Чунем, из которой следует, что уже во время франко-китайской войны Жунлу активно участвовал в обсуждениях текущей ситуации. Жунлу явно демонстрировал консервативные взгляды: его отношение к Франции было намного более жёстким, чем у князя Чуня. Наконец, накануне женитьбы императора Гуансюя именным указом Жунлу был назначен на должность заместителя начальника собственного Его Величества конвоя, которой могли удостоиться только перворанговые маньчжуры, принадлежащие к одному из трёх старших знамён. Во втором лунном месяце 1888 года Жунлу получил почётную должность командующего монгольского Синего знамени с каймой, однако он крайне редко допускался во внутренние императорские покои

### Командующий Сианьским гарнизоном (1891—1894)

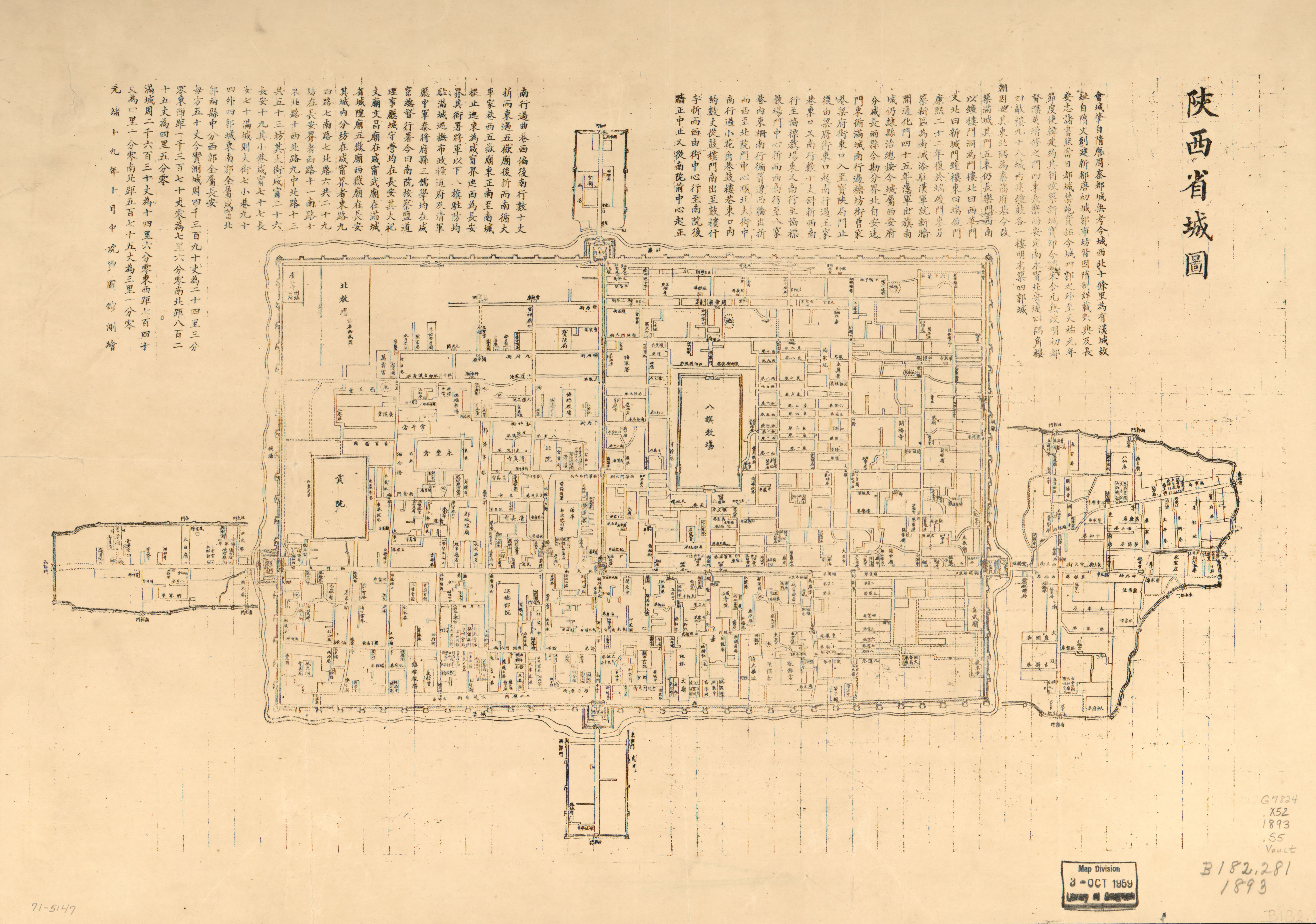
Карта Сианя 1893 года

В 28-й день одиннадцатого лунного месяца 17 года Гуансюй (1891), Жунлу был назначен командиром знамённого гарнизона (цзянцзюнь) Сианя, впервые получив должность вне столицы. Губернатором Шэньси был тогда Лу Чуаньлинь. Для укрепления обороны Сианя Жунлу отправил из фондов Шэньцзинского батальона 1000 винтовок и миллион медных гильз для снаряжения патронов, оценённых в 4000 лянов серебра.
Праздник нового года и свой день рождения Жунлу провёл в Пекине, под предлогом болезни, и отбыл по месту назначения в 18-й день третьей луны, добравшись до Сианя в 27-й день четвёртой луны. Судя по отчётам и переписке, он сразу же приступил к исполнению обязанностей: провёл инспекцию знамённого гарнизона, экзаменовал навыки офицеров и солдат, провёл ревизию снаряжения и довольствия. Оказалось, что из положенных по штату 5000 бойцов гарнизон насчитывал только 3000 боеспособных маньчжуров (то есть 60 %), в строю было 1000 лошадей, ещё 1000 нуждалось в объездке и тренировке, но можно было обучить ещё 500 человек пехотному строю для взаимодействия с кавалерией. Переобучение знамённых западному строю и обращению с современным огнестрельным оружием требовало не менее 10 000 лянов серебром. Изыскание такой суммы было нелёгким делом: приписные земли, сдаваемые в аренду, приносили 6170 лянов серебра, а сумма задолженностей составляла более 112 200 лянов. Лу Чуаньлинь и Жунлу наладили взаимодействие, отправленный ими в Пекин отчёт был подписан совместно. В 15-й день шестой луны губернатор и командующий провели совместное совещание по решению вопроса о долгах и повышения боеспособности. Губернатор сумел изыскать 1000 лянов в месяц для обустройства тренировочного полигона и обучения новобранцев с выплатой им жалованья. Из столичного арсенала были выписаны 500 винтовок, и положенное количество пороха и свинца, а также 250 000 стрел и бронзовые шлемы. Императорским указом все запросы были удовлетворены и направлено 34 офицера-инструктора из столичного гарнизона.
Решить проблему регулярного снабжения стрелкового батальона «нового строя» не удавалось. Жунлу отчитывался, что за четыре месяца тренировок были достигнуты большие успехи. В стрелковый батальон отбирали физически годных маньчжуров старше 18 и моложе 25 лет, лучших из которых отправляли на обучение в столичный гарнизон. Опытным путём было установлено, что на 1 винтовку в месяц требовалось не менее 1 фунта пороха, 70 медных гильз, снаряжаемых пулей в 15 гранов. То есть для регулярных стрельб требовалось 6 000 фунтов пороха, 420 000 больших медных гильз и 2 802 фунта свинца. Поскольку в Сиане не было арсенала, всё это требовалось закупать в Шанхае, а провинциальный бюджет таких расходов не предусматривал. Жунлу запрашивал столичного губернатора Ли Хунчжана о возможности получать искомое из Тяньцзиньского арсенала и изыскания средств. Ли Хунчжан добился указа об изыскании фондов начиная с 19 года эры Гуансюй (1893). Историк Ма Чжунвэнь утверждал, что эффект, достигнутый при командовании Жунлу, ощущался в Сианьском гарнизоне всё следующее десятилетие.
В 1894 году праздновался 60-летний юбилей императрицы Цыси, что сопровождалось большим число мероприятий по всей империи. В частности, были проведены внеочередные государственные экзамены. Было объявлено, что каждая провинция должна будет пожертвовать по 20 000 лянов серебра «на преодоление последствий стихийных бедствий». На самом деле это была завуалированная взятка, доставка которой из Шэньси в столицу была доверена Жунлу. Сложность заключалась в том, что действительный размер подношений вычислялся от штатной численности провинциальных чиновников (и составил для Шэньси 29 300 лянов), вдобавок, деньги следовало обратить в дорогостоящие и изысканные подношения. Жунлу заранее отправили в столицу, чтобы он разузнал, о каких именно подношениях может идти речь. Для Жунлу открывалась возможность вернуться на столичную службу, о чём ему писал Лю Куньи.

## Японо-китайская война и движение за реформы (1894—1898)

### Жунлу — военный министр

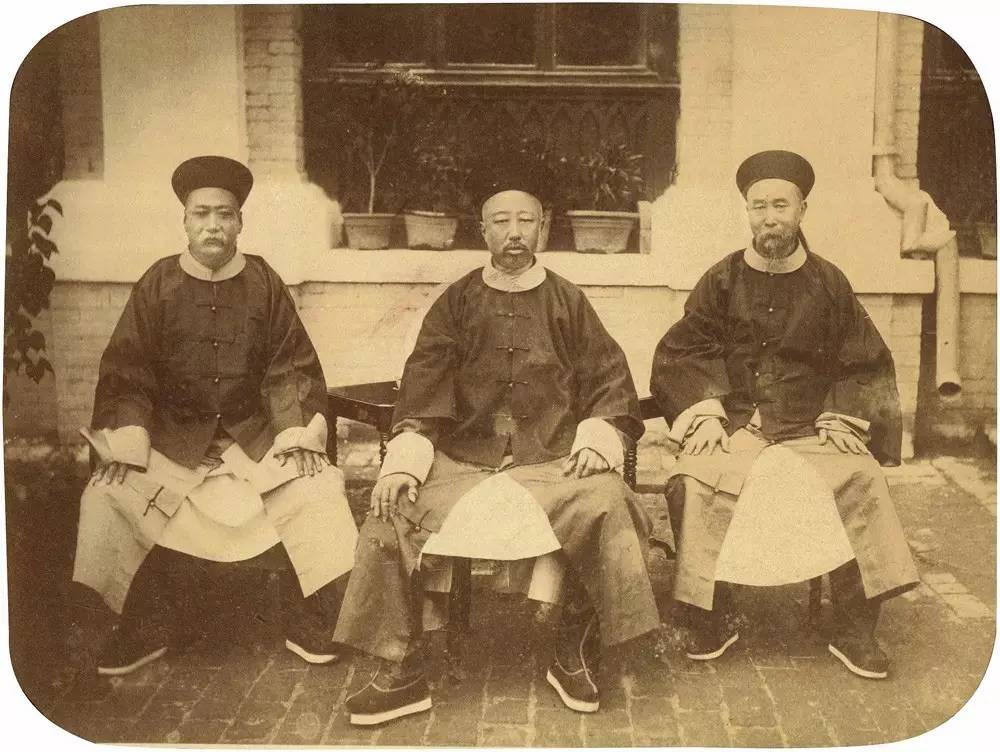
Слева направо: сановник Шанцин, князь Чунь, Ли Хунчжан

#### Путь в Пекин
Жунлу вернулся в Пекин в 12 день девятого лунного месяца двадцатого года Гуансюй, когда война с Японией была в самом разгаре. Его появление в столице не осталось незамеченным, тем более, что относительно будущего страны в руководстве не было единства. Лидер партии мира Ли Хунчжан подвергался порицанию и даже раздавалась призывы его наказать. Эти события разворачивались на фоне невиданного ранее влияния общественного мнения, так как в Пекине было множество кандидатов на внеочередные экзамены из всех провинций. В связи с резким ухудшением ситуации в столице и переходом японских войск через корейско-маньчжурскую границу, в 29 день девятой луны Жунлу был назначен командующим императорской гвардией и чрезвычайным начальником обороны столицы на время кризиса. Инициатором этого назначения был князь Гун. Князь вскоре возглавил внештатное управление столичной обороны, и предложил задействовать для перевооружения инструктора Бэйянской академии Константина фон Ханнекена. Жунлу был одним из самых непримиримых противников плана фон Ханнекена по обучению 100 000 китайских рекрутов и закупки вооружений и военных судов на Западе, однако проект явно понравился императору. Согласованный вариант предусматривал наём и обучение 30 000 рекрутов, закупку 50 000 единиц вооружений и приглашение 800 иностранных инструкторов. Сумма контракта с Ханнекеном была оценена в 14 миллионов лянов серебром. Явно оформился и конфликт Жунлу с Вэн Тунхэ: наставник государя не только соглашался с западным вмешательством в японо-китайскую войну, но и настаивал, что император должен приказывать сановникам. Наконец, вдовствующая императрица Цыси вмешалась и настояла, чтобы проект был отложен. В этом её поддержал и Ли Хунчжан, что не спасло его от опалы.
В конце 1894 года на фоне военных поражений конфликтующие придворные военные группировки зашли в тупик. Кандидатура Жунлу на должность военного министра стала более или менее приемлемой как для конфликтующих сторон, так и императрицы Цыси. Однако ведущей стороной были побеждавшие японцы, которые настаивали, что именно Ли Хунчжан должен быть главой переговорной миссии. 23 февраля ему были возвращены чины и звания, и в апреле 1895 года он подписал Симоносекский договор. За две недели до подписания договора Жунлу и Сунь Юйвэнь по повелению императора встречались с российским полномочным министром Кассини, надеясь на вмешательство Российской империи. В итоге договор вызвал сильнейшее недовольство как среди чиновников, так и среди кандидатов на столичных экзаменах. Против условий ратификации, включавших территориальные уступки на Ляодуне и передачу Тайваня Японии, выступили полководец Лю Куньи и губернатор Чжан Чжидун, а гуандунский кандидат Кан Ювэй собрал более полутора тысяч подписей провинциальных учёных на петиции против договора.

#### Назначение
В июне 1895 года с должности военного министра добровольно ушёл Сунь Юйвэнь. Жунлу тогда состоял в правлении Цзунли ямэня и через князя Гуна добивался своего назначения на эту должность. Наконец, в 19-й день шестой луны (11 августа) Жунлу был назначен военным министром и фактически возглавил Военный совет, поскольку устраивал и Цыси, и князя Гуна. Он активно принимал участие в назначении Ли Хунчжана послом, представлявшим Цинскую империю на коронации Николая II. Князю Гуну в том же 1896 году было предписано «отдыхать» в своей резиденции.

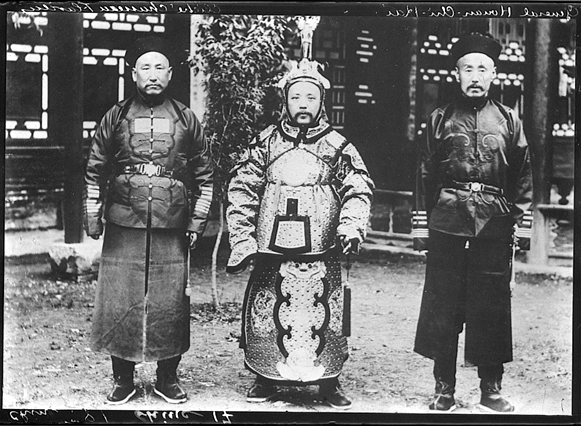
Юань Шикай (в центре) с офицерами цинской армии

Убрав из Пекина главных конкурентов, Жунлу быстро увеличивал своё могущество. Министру были подчинены сильнейшие в Китае Сянская и Хуайская армии, контроль маньчжурских властей над которыми был восстановлен. Однако результаты японо-китайской войны ставили на повестку дня первоочерёдность военной реформы. Сверхштатные оборонные единицы вокруг Пекина весной 1895 года были ликвидированы, однако Лю Куньи предложил сохранить Хуайскую армию, не сокращая её численности. Напротив, Сянскую армию было решено полностью распустить, оставив только маньчжурский гарнизон, дислоцированный в Цзиньчжоу. Впрочем, судя по дневнику Вэн Тунхэ, Жунлу сумел переиграть решение военного совета, и предложил оставить по 30 батальонов в Сянской (расквартированной в Шаньхайгуане), Хуайской и Бэйянской армиях. На будущее предстояло найти компромисс между европеизацией вооружения и подготовки армии и экономией расходов. В пятый лунный месяц 1895 года Жунлу докладывал от имени управления обороны, что за десять предыдущих лет на переподготовку и вооружение войск было ассигновано 10 миллионов лянов, но результатов не воспоследовало. Из этого следовало, что армию следовало готовить по западным образцам, которые показали свою эффективность при создании Японской императорской армии. Кроме того, предстояло унифицировать производственные стандарты Наньянского и Хугуанского арсеналов, поскольку они были в состоянии выпускать оружие, не уступающее импортируемому из Германии.
Жунлу, хотя и отклонил проект фон Ханнекена, но был вынужден действовать примерно по тому же пути. На должность командующего «Новой армией» он рекомендовал амбициозного командира Юань Шикая. До середины 1890-х годов они не были знакомы; Юань Шикай делал карьеру в Хуайской армии Ли Хунчжана, с которым был связан лично ещё со времени военной миссии в Корее. Во время японо-китайской войны он курировал эвакуацию вооружённых отрядов и продовольственных запасов с Тайваня. Его кандидатуру продвигали высшие военные сановники Лю Куньи, Ли Хунчжан и Ван Вэньшао. Наконец, Юань получил императорскую аудиенцию, после которой Жунлу затребовал у него как можно быстрее план создания новой армии по германскому образцу. В дневнике Вэн Тунхэ указано, что было решено создавать отдельную часть, в которой будет 3000 пехотинцев, 1000 человек в артиллерии, 250 кавалеристов и 500 сапёров. Людей набирали из лучших служивых Хуайской и Сянской армий по конкурсу. Ежемесячный расход на их содержание планировался в 70 000 лянов серебра, инструкторы должны были приглашаться из Германии, за чем следил Сюй Шичан, служивший с Юань Шикаем в Корее. Если экспериментальный батальон будет признан успешным, масштабы военной реформы должны были расширяться. По мнению Сян Ляньсиня, это демонстрировало, что Жунлу не видел необходимости в радикальных реформах, но весьма симпатизировал практическим преобразованиям, приносящим немедленную отдачу, и не имеющим политических последствий. В этом плане Жунлу был ближе идеологии князя Гуна, а не Ли Хунчжана.
При попытке реформы управления в 1896—1897 годы, Жунлу стал единоличным руководителем всех военных ведомств Цинской империи, кроме военного флота, но при этом так и не был включён в состав Императорского совета. В целом, он не был инициативным, входя в группировку князя Чуня. Главным проводником его интересов выступал сановник Ганъи, сам Жунлу полагался на добрые отношения с вдовствующей императрицей Цыси. Жунлу вернулся к проекту её грандиозного мавзолея. Он принял активное участие в одобрении коммерческого банка, открытого Шэн Сюаньхуаем, и получил право надзора за строительством железной дороги из Пекина в Тяньцзинь. Жунлу, будучи консерватором, крайне негативно относился к иностранным державам, и хотя входил в состав Цзунли ямэня, не слишком часто посещал его заседания, и недооценивал возможности внешней политики и дипломатии, которыми фактически руководил Ли Хунчжан.

#### Германский захват Цзяочжоу

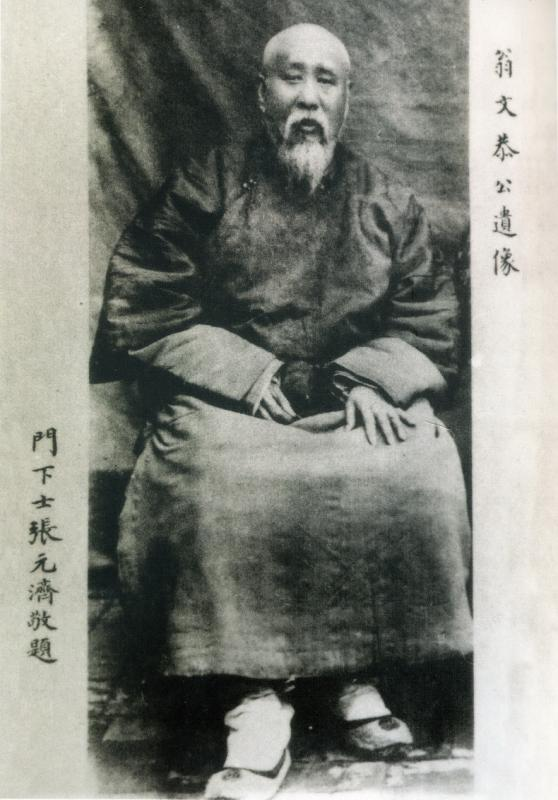
Вэн Тунхэ

1 ноября 1897 года (7-й день десятого лунного месяца 23 года Гуансюй) в Цзюйе были убиты два немецких миссионера. Это было удобным предлогом для германского вторжения, которое началось 14 ноября. Наместник Цзяочжоу Чжан Гаоюань получил телеграфный приказ «не проявлять легкомыслия». Ли Хунчжан просил российского поверенного в делах А. И. Павлова помочь с дипломатическим урегулированием инцидента. Поскольку ещё в 1895 году Россия и Германия имели договорённости о сферах влияния на Дальнем Востоке, российский флот занял Далянь и Люйшунь, в обмен на одобрение германских захватов в Шаньдуне. Цинское правительство оказалось парализованным (группировки не смогли договориться между собой), а переговорная миссия Вэн Тунхэ и Чжан Иньхуаня оказалась откровенно провальной. Они были вынуждены подписать от имени цинского двора арендный договор с Германией, тогда как Ли Хунчжан подписал аналогичный договор с Россией. Это происходило на фоне финансового кризиса, вызванного выплатой огромной контрибуции Японии по Симоносекскому договору. Император принял решение вызвать в Пекин Чжан Чжидуна, что не вызывало энтузиазма у Жунлу. В конце концов он добился указа о возвращении сановника по месту службы, что было поддержано Ганъи и Вэн Тунхэ.
Инцидент в Цзяочжоу усилил раскол при цинском дворе, когда император явно поддерживал реформаторов. В 25-й день двенадцатой луны Жунлу подал меморандум, в котором предлагал углубить военную реформу. В этом документе он настаивал, что иностранные инструкторы и поставщики ненадёжны, и преследуют интересы собственных стран, поэтому обучение войск и производство должно располагаться на цинской территории. Предлагалось увеличить масштабы подготовки новой армии Юань Шикая и дать Не Шичэну больше власти над Бэйянской армией, а Дун Фусяну и Ганъи позволить набор войск по старым регламентам. Кроме того, предлагалось организовать в провинциях народное ополчение, чтобы всё население могло противостоять агрессорам. Жунлу даже привёл список десятка-другого людей в каждой провинции, которые имели опыт обучения у западных инструкторов, им предлагалось немедленно начать подготовку местных кадров. В каждой провинции предлагалось срочно открыть военную академию с трёхлетним курсом обучения, включающим химию, физику, географию, а также практическое изучение тактики, командной работы и инженерного дела. Академии должны были подчиняться провинциальным губернаторам. В академии следовало принимать только образованных людей не ниже уровня шэнъюаня, а экзамены в столичной военной академии предлагалось приравнять к результатам испытаний на степень цзиньши. Отдельно говорилось о необходимости переноса военных производств из портовых городов вглубь страны, так как возможности быстро закупить современные военные корабли и обезопасить морское побережье нет. Приоритетными для индустриализации считать Шаньси, изобильную угольными и железными шахтами, Сычуань и Хунань, куда и следует перевести арсеналы из Нанкина, Тяньцзиня и Шанхая.

### «Сто дней реформ»

#### Военный губернатор столичной провинции
После аудиенции, данной императором Кан Ювэю летом 1898 года, и провозглашения «Нового курса», Жунлу занял выжидательную позицию. Несмотря на то, что в автобиографиях и Кан Ювэй, и Лян Цичао осуждали Жунлу как одного из важнейших душителей реформ, лично министр не был откровенным противником преобразований. Для самого Жунлу Кан Ювэй был талантливым провинциальным учёным, который стремился сделать карьеру по протекции Чжан Чжидуна, и не представлял непосредственной угрозы. В 1897—1898 годах Кан активно действовал через Ли Хунчжана и Вэн Тунхэ, направляя многочисленные меморандумы с проектами реформ. Наконец, Кан Ювэй был приглашён на заседание правительства, на котором присутствовал и Жунлу (а также Ли, Вэн и министр наказаний Ляо Шоухэн). Согласно автобиографии Кан Ювэя, на этой встрече Жунлу объявил, что «закон предков не может быть изменён». По мнению Ма Чжунвэня, Кан описывал их общение после провала реформ и государственного переворота, и активно использовал негативную риторику. В дневнике Вэн Тунхэ нет свидетельств о выступлении Жунлу, а прожекты самого Кана названы «безумными», в особенности предложение масштабных внешних займов на развитие промышленности. В дневнике Чжан Иньхуаня также нет утверждений, что Жунлу оспаривал проект Кан Ювэя, напротив, он ушёл одним из первых. Вторая встреча Кан Ювэя и Жунлу прошла в Академии Ханьлинь, во время этой дискуссии со стороны реформаторов принимали участие пять человек (включая Лян Цичао и Тань Сытуна), от правительства был столичный губернатор Сеэнь. Ма Чжунвэнь отметил, что едва ли Жунлу высказывал недовольство идеями Кан Ювэя вслух, поскольку у них был несопоставимый статус (военный министр и чиновник шестого ранга из министерства общественных работ), а маньчжур был сторонником старых традиций.

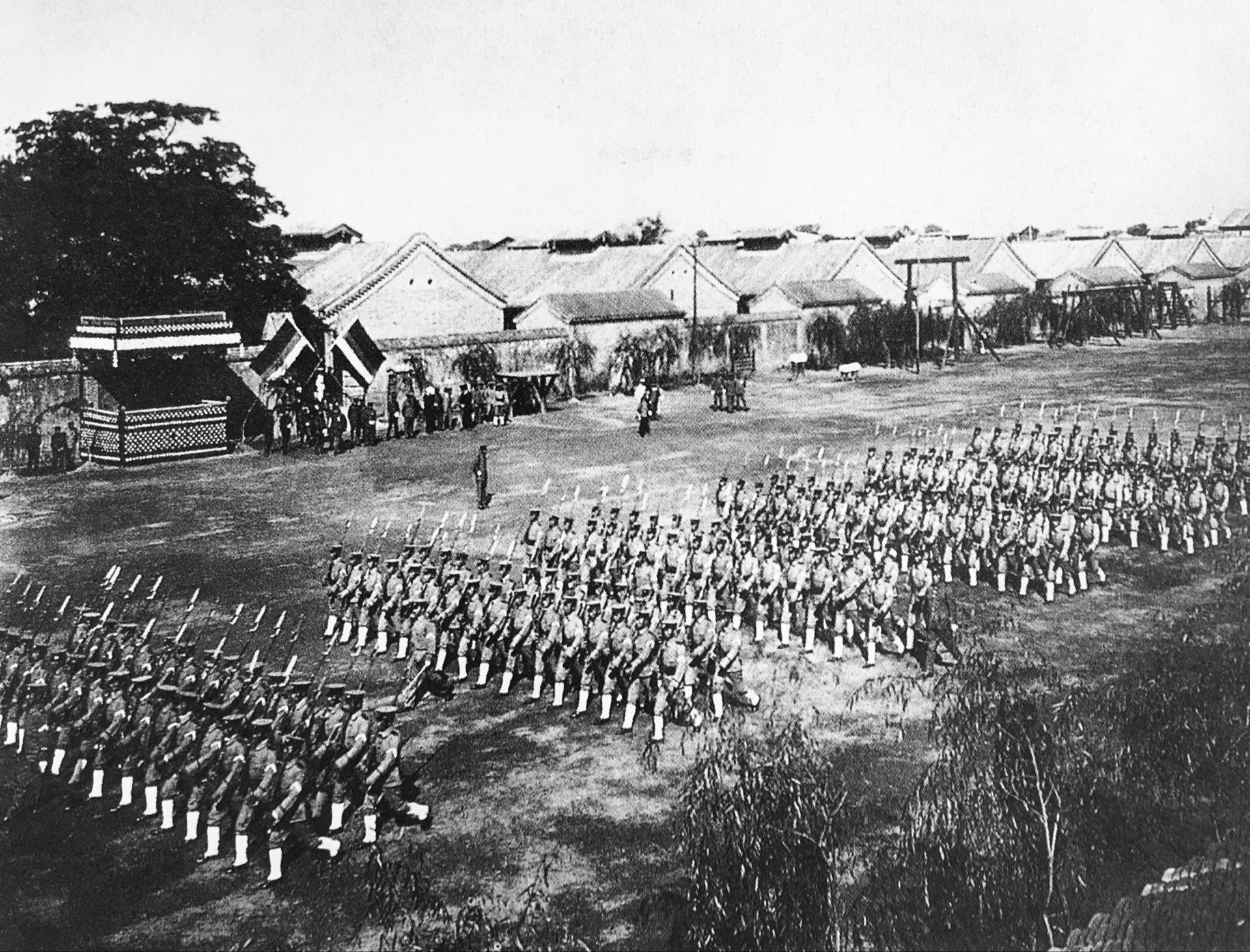
Парад Бэйянской армии в период Республики

В 22-й день четвёртой луны года усюй (10 июня 1898) Жунлу был переведён на должность наместника провинции Чжили и главнокомандующего Бэйянской армией, а место военного министра занял Ганъи. Это было инициативой императрицы Цыси. Одновременно он получил почётную конфуцианскую степень без сдачи экзаменов. После благодарственной аудиенции он отбыл в Тяньцзинь, где и находился следующие три месяца, в основном, улаживая конфликты с иностранными миссионерами и готовясь к развёртыванию большого военного лагеря в Баодине. На посту губернатора Жунлу был ответственным в том числе и за проведение «Нового курса». В 3-й день шестой луны он получил императорский указ о срочном печатании 1000 экземпляров трактата Фэн Ханфэня, посвящённого сравнению китайской и западной цивилизации. Вероятно, это было следствием советов Кан Ювэя. Губернатор велел отпечатать 100 пробных экземпляров и доставить их в Пекин, а через три дня было допечатано 500 экземпляров и отданы в переплёт. К 11 дню шестой луны был готов весь тираж. В шестой день седьмой луны пришёл указ об открытии провинциальных школ начального и среднего уровня с указанием телеграфировать получение в течение месяца. Жунлу отчитался немедленно, тогда как губернаторы-консерваторы Лю Куньи и Тань Чжунлинь повели себя иначе: Лю ответил извинениями, что не получил указа вовремя из-за аварии на линии, а Тань не ответил вовсе. За это они были удостоены высочайшего выговора. В 16-й день Жунлу отчитался о мерах по возрождению системы круговой поруки баоцзя для быстрого разрешения накопившихся злоупотреблений и недоимок. Через пять дней в соответствии с указом было основано провинциальное бюро сельского хозяйства, промышленности и торговли, размещённое в Баодине, который был столицей провинции. В восьмую луну было объявлено, что конфуцианская академия в Баодине будет преобразована в среднюю школу, для которой из соседних префектур было отобрано 40 способных молодых людей, которые должны были изучать иностранные языки. Школа западного типа была открыта в Тяньцзине ещё в 1896 году. Основная программа была основана на действующей в Пекинском педагогическом институте Гоцзыцзянь, дополненной инженерным и горным делом, астрономией и математикой, которые были «хорошо поставлены». Всего к сентябрю 1898 года в Баодине и Тяньцзине было создано 7 начальных и средних школ, а также была открыта Баодинская военная академия. В первый набор военной академии вошли 16 человек, в том числе Дуань Цижуй. За 100 дней было невозможно добиться минимального эффекта от начатых реформ, однако, судя по архивным данным, губернатор Жунлу не проявил ни малейшего сопротивления «Новому курсу».
Осенью 1898 года должен был состояться большой смотр-парад Новой армии Юань Шикая и Не Шичэна, на который Жунлу возлагал большие надежды. Кан Ювэй и Лян Цичао утверждали, что и реформаторы, и консерваторы рассчитывали на войска в планируемом государственном перевороте. На самом деле подготовка к смотру велась ещё в 1896 году, поскольку от его результатов существенно зависели дальнейшие масштабы военной реформы. В состав комитета по его подготовке входили самые разные лица, включая Хуан Цзунсяня. Парад было решено привязать к открытию железной дороги Пекин — Тяньцзинь, что само по себе вызывало интерес императора Гуансюя. Противником смотра выступил Вэн Тунхэ, вероятно, из финансовых соображений. Для Цыси это вообще должно было стать первой поездкой за пределы Пекина после переворота 1861 года. После всех согласований был издан указ, по которому смотр должен был состояться в пятый и шестой дни первой луны нового, 1899 года.

#### Сентябрьский переворот 1898 года

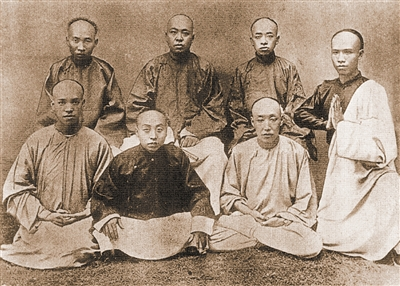
Участники движения за реформы. Крайний справа (сложив ладони) Тань Сытун, Лян Цичао — внизу слева. Фото 1896 года

В десятый день восьмого лунного месяца года усюй (25 сентября 1898 года) в Пекине был арестован Тань Сытун, а Жунлу получил телеграмму, срочно вызывавшую его в столицу. Тремя днями ранее императрица Цыси получила известия, что группа Кан Ювэя готовит государственный переворот, который должен был произойти во время тяньцзиньского смотра-парада. 23 сентября прошли аресты руководителей «Нового курса» Чжан Иньхуаня, Сюй Чжицзина, Ян Жуя, Лю Гуанди, Линь Сюя, Ян Шэньсю; Кан Ювэй, Лян Цичао, Сун Болу и Ван Чжао тайно покинули столицу. Цыси сделала личный выговор императору Гуансюю и приказала взять его под домашний арест. 27 сентября Жунлу получил аудиенцию у Цыси и вернулся на пост военного министра, и первое, что он должен был сделать — казнить без суда шестерых руководителей реформаторского движения, включая брата Кан Ювэя — Гуанжэня. По слухам, Ли Хунчжан отправил 15 сентября нарочного Кан Ювэю, чтобы тот успел бежать из столицы. Лю Куньи и Юань Шикай всецело находились на стороне императрицы, как и Жунлу. Далее последовали чистки: Чжан Иньхуань благодаря заступничеству Ито Хиробуми, находившегося тогда в Пекине, был сослан в Синьцзян, как и министр церемоний Ли Дуаньцай, и многие другие. Наставник императора Вэн Тунхэ был отправлен в отставку (за профессиональную непригодность: «государь не понимал праведных писаний и истории»), как и хунаньский губернатор Чэнь Баочжэнь.
В двадцать шестой день восьмого лунного месяца по представлению Жунлу императрица сделала его главой единой армии нового строя (так называемой «Дворцовой охранной рати», 武卫军), объединившей четыре армии, включая Бэйянскую, Ганьскую, провинциальные силы «зелёных знамён», Новую армию Юань Шикая. Жунлу опасался вторжения иностранных держав под предлогом защиты императора Гуансюя, пропагандой чего активно занимался Кан Ювэй; следовало также опасаться германцев в Шаньдуне. В меморандуме Жунлу особое место занимали финансовые вопросы; его условия вошли в императорский указ. В дополнение к предусмотренным бюджетом тратами, на нужды армии отпускалось 400 000 лянов серебром из фондов судоверфи Фучжоу, что позволяло нанять и обучать ещё 30 000 солдат. В пятую луну года цзихай (1899) командование отчиталось, что все поставленные задачи были выполнены. Расходы на жалованье составили 160 000 лянов серебром.
Согласно мнению Сян Ланьсиня, попытка реформаторского движения 1898 года наложилась на смену политического курса императрицы Цыси, которая увидела в усилении этнических китайских элит из южных провинций угрозу своей власти. Главой южной фракции при дворе был Вэн Тунхэ, южанами были Ли Хунчжан, Чжан Чжидун, и сами Кан Ювэй и Лян Цичао. Лидеры реформаторского движения не имели опыта политических интриг и обладали слишком малым чиновным рангом. Огромный размах их проектов заинтересовал императора Гуансюя, которого Цыси не допускала к реальной политической деятельности. Гуансюй, вероятно, примерял на себя роль «китайского Мэйдзи», и был готов на радикальные действия. По оценке Чэнь Куйлуна, в результате объявленной административной реформы лета 1898 года, в одном Пекине должностей лишилось около десяти тысяч чиновников, которые немедленно перешли в стан консерваторов. При этом активных действий Цыси не предпринимала, ибо общественное мнение было на стороне реформаторов. Сами реформаторы не располагали контактами в силовых органах, и даже не сумели просчитать, что консервативные силы будут сопротивляться. Сентябрьский переворот 1898 года был направлен против законного императора, фактически, ограничившись узкими кругами высшей придворной элиты. При этом переворот был закономерен, поскольку затрагивал фундаментальный вопрос маньчжурского правления. Для маньчжурских сановников очень рано стало понятно, что Сто дней реформ должны были привести к свержению инородческой династии и возвращению всех высших государственных постов в руки китайских элит.

## Ихэтуаньское восстание (1899—1901)

### Кризис престолонаследия
События 1898 года обозначили политический кризис в Цинской империи. Он сопровождался разрывом поколений при маньчжурском дворе: императрица Цыси была окружена князьями, евнухами, аристократами и «знамёнными». Молодое поколение маньчжуров было политически неопытным и часто несговорчивыми, в результате Цыси делала ставку на старшее поколение сановников, среди которых выделялись князь Дуань, Жунлу и Ли Хунчжан. После событий 1898 года значение Жунлу возрастало потому, что он был способен представить политическую ситуацию императрице, исходя из её настроений и душевного состояния. Иногда ему предоставлялось право озвучить её политические идеи, более всего связанные с вопросами престолонаследия: императрица не хотела оставлять престол Гуансюю. В 1899 году был издан указ, разрешавший евнуху Сюй Туну служить советником на придворных заседаниях. В том же году был составлен проект преодоления кризиса легитимности, автором которого, предположительно, был Жунлу: право назначения наследника престола предоставлялось вдовствующей императрице, а не бездетному царствующему императору. Ли Хунчжан выразил опасение, что это вновь приведёт к вмешательству западных держав, так как британский посланник сэр Клод Макдональд в приватной обстановке дал понять, что правительство Её Величества признаёт монархом только Гуансюя. Примерно о том же сообщил Ли Хунчжану французский министр Пишон; известия вызвали сильное раздражение Цыси. Тем не менее, 24 января 1900 года был оглашён императорский указ, в котором со ссылкой на неизлечимую болезнь монарха потенциальными наследниками объявлялись сыновья князя Дуаня, который сам был потомком императора Даогуана, что делало возможным будущее отречение. Наставниками будущего императора (15-летний Пуцзюнь, получивший титул «Первого принца», 大阿哥) были назначены Чунъи и Сюй Тун. Однако указ вызвал сильнейшую оппозицию в регионах Нижней Янцзы: глава Шанхайской телеграфной компании Цзин Юаньшань организовал петиционную кампанию купечества и чиновников, собравших 1231 подпись. Противники назначения Пуцзюня направили телеграмму в Цзунли ямэнь, что было беспредецентным в истории Китая явлением. Назначение нового наследника престола пришлось отменить. Был издан указ об аресте Цзин Юаньшаня, который бежал в Макао, а португальское правительство отказалось его выдавать. Разворачивающееся с осени 1899 года в Шаньдуне движение ихэтуаней на фоне кризиса казалось сравнительно незначительным, хотя подавить его так и не удавалось. Судя по имеющимся документам, Жунлу и князь Цин без энтузиазма отнеслись к антииностранным выступлениям, но, вероятно, недооценили опасности его последствий. Если для пекинских сановников ихэтуани являлись бунтовщиками, то лозунг «Поддержим Цин и убьём чужеземцев!» в условиях кризиса престолонаследия неожиданно стал удобным для Цыси.

### Жунлу в годгэнцзы(1900)

#### Отпуск. Ихэтуани в Пекине
В период марта — мая 1900 года политика цинского двора в отношении к ихэтуаням отличалась крайней непоследовательностью. При этом с апреля по июнь того же года Жунлу, который в эти годы считался наиболее доверенным советником императрицы Цыси, исчез из активной политической жизни. Английский дипломат сэр Роберт Харт отмечал, что у пекинских сановников «наблюдался нездоровый интерес к ихэтуаням», когда традиционная политика подавления бунтовщиков явно могла перейти в их поощрение. Даже ксенофобски настроенные заседатели Императорского совета не считали, что ставка на ихэтуаней принесёт политические дивиденды, резко против поддержки ихэтуаней выступали великий советник Ван Вэньшао и министр иностранных дел Сюй Цзинчэн. Молчание Жунлу Сян Ланьсинь истолковывал как его нежелание рисковать беспрецедентной для Цинской державы военной властью: с осени 1898 года он единолично распоряжался регулярной армией с централизованным командованием. Рисковать расположением императрицы он, очевидно, не собирался. Однако политический оппортунизм Жунлу помешал ему занять в системе династической власти ту же роль, что и покойный князь Гун в недавнем прошлом. Впрочем, весной 1900 года Жунлу начал подготовку брака князя Чуня и своей дочери. Нежелание Жунлу явно проявить политическую позицию и его постоянное стремление поддерживать двусмысленные решения Цыси дорого обошлись империи в момент серьёзного восстания. При этом Жунлу постоянно разоблачал мифы о волшебной силе и неуязвимости ихэтуаней, в которые маньчжурские сановники безосновательно уверовали. Он также добился назначения Юань Шикая шаньдунским губернатором и был союзником чжилийского генерал-губернатора Юйлу, который стремился не допустить расползания ихэтуаньского движения по столичной провинции. При этом отсутствие Жунлу в протоколах заседаний императорского совета и отсутствие подписанных им меморандумов, вероятно, объяснялись стремлением к политическому выживанию. Жунлу понимал, что западные державы могли воспользоваться реставрацией власти Гуансюя как предлогом для вторжения.
В 1900 году Жунлу всерьёз рассматривался иностранными дипломатами как перспективная и прогрессивная политическая фигура. Писательница Элизабет фон Хейкинг сообщала массу слухов, что, якобы, Жунлу являлся племянником Цыси и служил посланником в США. Впрочем, довольно быстро выяснилось, что Жунлу не был прозорливым политиком (именно поэтому его не включили в переговорную комиссию по условиям Боксёрской контрибуции). Он не смог оценить истинных масштабов ихэтуаньского движения и не верил, что сектанты-патриоты смогут посеять хаос, как тайпины и няньцзюни в дни его молодости. Отчасти настроения Жунлу, как следует из переписки, вызывались его гадателями, которые предсказывали, что год сложится удачно. В результате он взял 60-дневный отпуск по болезни, которая, по мнению Сян Ланьсиня была дипломатической. Это позволило Жунлу не ввязываться в противостояние с князем Дуанем, который возглавлял про-ихэтуаньскую партию при дворе. Результат оказался катастрофическим: когда Цыси одобрила ихэтуаньское движение, под угрозой оказался и Жунлу, войска которого неизменно подавляли выступления «боксёров». Во время отпуска Жунлу получал корреспонденцию, но сам почти никому не писал, сделав единственное исключение. Католический епископ Пекина Фавье ещё в апреле 1900 года писал Жунлу, что ситуация с ихэтуанями вышла из-под контроля, и как минимум четыре иностранные державы планируют коалицию для вторжения под предлогом охраны жизни китайских христиан. Он ответил епископу и даже обещал передать сведения в Цзунли ямэнь. Однако, по имеющимся данным, Жунлу использовал полученную информацию лишь в конце мая. Хотя в его официальной биографии сказано, что он выступил против мятежников на императорском совете, в действительности сановник вернулся к активности в конце мая, направив на имя императрицы семь меморандумов за семь дней (с 29 мая по 4 июня). В это время сторонники ихэтуаней составляли в совете большинство, и одновременно на территории Чжили Хуайской армией велась карательная операция, которой командовал Не Шичэн. Также Жунлу добился указа, нарушавшего конфуцианские этикетные нормы: генерал-каратель Дун Шичан был обязан уйти со службы для соблюдения траура по матери. Однако Жунлу мог полностью доверять только Хуайской армии, целиком набранной из уроженцев Ганьсу: его собственные войска состояли из новобранцев, а Юань Шикай завяз в боях с мятежниками в Шаньдуне.

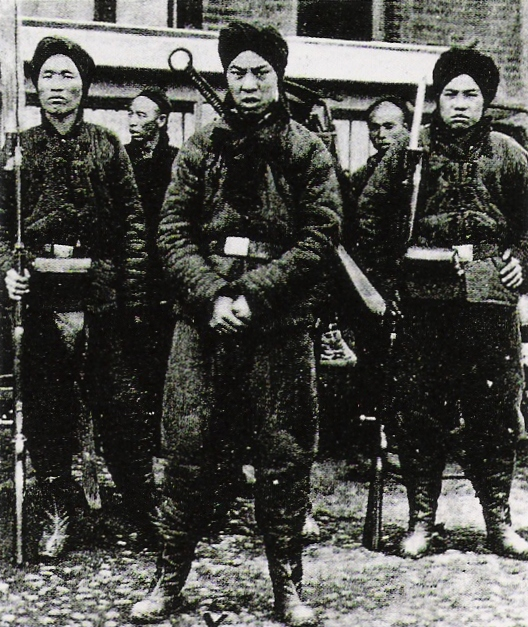
Ихэтуани в униформе

28 мая 1900 года ихэтуани объявили, что Небо и Земля возмущены прокладкой телеграфных линий и железных дорог. Равным образом, их возмущали «варвары» и их посольский квартал. Жунлу, выйдя из изоляции, добился издания указа 30 мая, осуждавшего захвативших Пекин ихэтуаней как «невежественных крестьян» и повелевавшего немедленно их изловить и предать наказанию. Сэр Клод Макдональд на встрече с представителями Цзунли ямэня заявил, что в посольский квартал будут введены дополнительные войска. 31 мая эшелон с подкреплением был отправлен в Пекин, причём только Япония согласилась с цинским условием прикрепить не более 26 военнослужащих на посольство. Наличие в центре столицы европейского вооружённого отряда грозило окончательно разрушить хрупкое политическое равновесие. Группировка князя Дуаня 3 июня пролоббировала выпуск указа, адресованного лично Жунлу, в котором говорилось, что «ихэтуани представляют собой неразличимую смесь хороших и плохие элементов, но в конечном счёте они непоколебимо верны Двору». Жунлу предписывалось «не проявлять безрассудства» в наказаниях. Пекинский градоначальник Хэ Найинь направил на Высочайшее имя меморандум, в котором заявил, что именно «возмутительное поведение» миссионеров и новообращённых было причиной действий ихэтуаней. Хэ Найинь был награждён переводом в Цензорат. В ответ Чжан Чжидун заявил, что ихэтуани — зло, поэтому их следует казнить без разбора. Однако ввод иностранного контингента в посольский квартал изменил настроения императрицы Цыси.
В начале июня 1900 года главенствующей при дворе стала группировка князя Дуаня, который наладил контакты с Дун Фусяном, чьи войска были введены в Пекин 9 июня и размещены в Южном охотничьем парке. Цыси удалилась в Ихэюань, и Дуань распоряжался административной текучкой. Тем не менее, Жунлу добился аудиенции и убедил императрицу вернуться в Запретный город. Пекин был наводнён ихэтуанями, которым не мешала ни Хуайская армия, ни отряды «Божественного тигра» самого князя Дуаня. Заместитель главы Академии Ханьлинь Юнь Юйдин писал в эти дни, что императрица решительно настроена использовать ихэтуаней для изгнания европейцев из Китая, именуя это «укреплением государства». Сами повстанцы открыто говорили, что вырежут всех иностранцев и христиан до последнего человека, именуя это «карой Неба», а в Пекине и Тяньцзине население активно привлекали к исполнению ихэтуаньских ритуалов. Однако войска Не Шичэна продолжали оборону железной дороги; Жунлу не стал доводить до сведения генерала указа о прекращении сопротивления, напротив, приказал отступать в Тяньцзинь и организовать охрану всех иностранцев, которые попросят о помощи. Также он доносил министру, что местные крестьяне полностью на стороне ихэтуаней, испрашивая, что делать дальше. Жунлу не удостоил его ответом. Китайский исследователь Дай Хайбин объяснял это тем, что влияние князя Исюаня на Цыси превзошло имевшееся доселе у Жунлу.

#### Летняя катастрофа

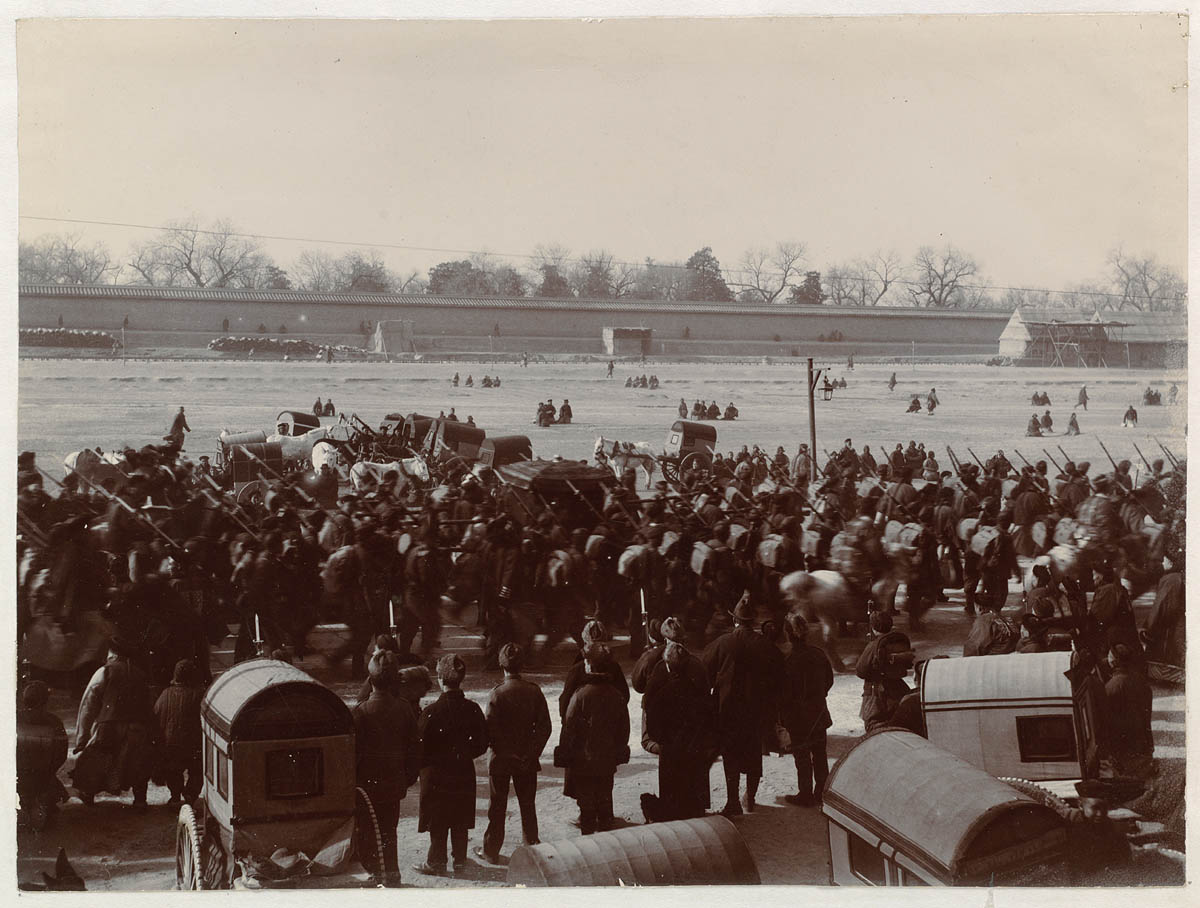
Войска Жунлу сопровождают кортеж императрицы Цыси

Поведение императрицы Цыси во время ихэтуаньского кризиса не отличалось последовательностью: издаваемые подряд указы противоречили друг другу, показывая отсутствие разработанной стратегии. 16 июня в Пекине состоялось совещание всех высших сановников империи — около 100 человек, посвящённое отражению атаки «западных варваров». На совещании сразу обозначился раскол маньчжурских и китайских чиновников. Китайцы — в основном, южане, — утверждали, что ихэтуани — это мятежники, на которых нельзя положиться в реальной войне. Князь Дуань в ответ стал угрожать, а когда делегат от Академии Ханьлинь Лю Юнхэн предложил отдать приказ Дун Фусяну об изгнании ихэтуаней из Пекина, князь заявил, что этими действиями можно «потерять сердце нашего народа». Министр церемоний Юань Чан объявил, что никакой магической силой ихэтуани не обладают, на что императрица сказала, что страна слаба до такой степени, что может быть удержана только всенародной поддержкой. Академик Ханьлиня Чжу Цзумоу спросил, кто возглавит ихэтуаней, на что Цыси заявила, что это должен быть Дун Фусян. Чжу Цзумоу ответил, что это негодная кандидатура, но не смог предложить другой; решение этой проблемы было решено отложить. Жунлу всё это время хранил молчание, и в протоколе совещания упоминался лишь однажды: когда обсуждался вопрос о вызове в Чжили Лю Куньи или Юань Шикая. Вновь назначенный министром иностранных дел князь Натун неожиданно потребовал дать гарантии безопасности посольским миссиям, а уже затем применять к ихэтуаням метод наград и наказаний. В результате он был направлен навстречу наступавшему отряду адмирала Сеймура (из-за отсутствия разведки было неясно, насколько он продвинулся) в попытке убедить европейцев повернуть обратно. Жунлу получил недвусмысленный приказ защищать посольский квартал, что было оформлено специальным указом; копия была направлена генерал-губернатору Юйлу, который был на связи с генеральным консулом Франции в Хайларе. Ганъи и Дун Фусяну было предписано взять на службу физически крепких ихэтуаней и разогнать остальных, особо предписывалось приучать их к дисциплине. Юань Шикаю повелевалось перебросить свою армию из Шаньдуна в Чжили.
Уже 17 июня события приняли другое направление. Министров Сюй Цзинчэна и Натуна ихэтуани попросту не выпустили из столицы. Повстанцы вели себя в столице как в оккупированном городе, центр был подожжён. Тем временем генерал-губернатор Юйлу телеграфировал, что иностранная коалиция потребовала передать форты Дагу под западное управление. Спешно собранное совещание было крайне эмоциональным, на нём обсуждались наиболее жёсткие моменты иностранного ультиматума, включая передачу финансового ведомства империи под внешнее управление и возвращение императору Гуансюю реальной власти. О дальнейшем Жунлу писал в ноябрьском послании к дяде Куйцзюню, тогда — сычуаньскому генерал-губернатору: маньчжурские князья обвинили его в желании сдать государство «заморским чертям», но ему удалось оправдаться и даже вызвать слёзы у императора Гуансюя, который также присутствовал на совещании.

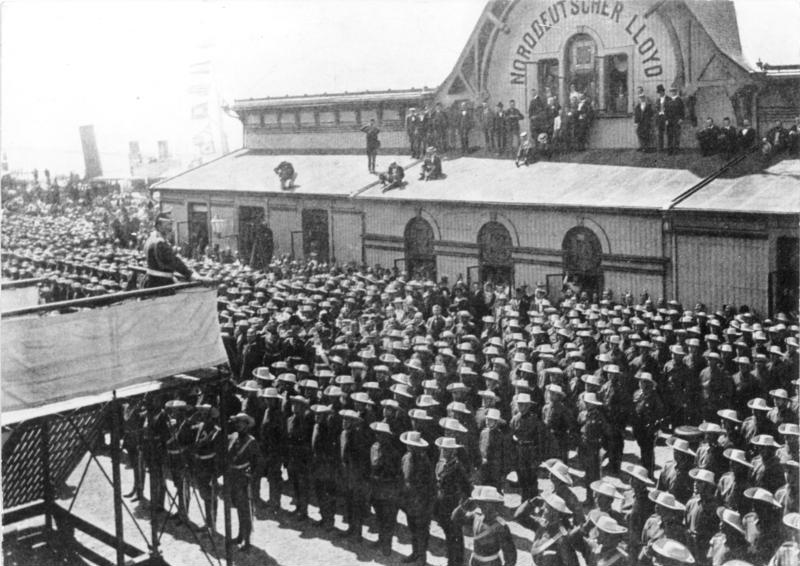
Кайзер Вильгельм II отправляет в Китай экспедиционный корпус. 27 июля 1900 года, Бремерхафен

Вопрос о войне решался 19 июня. Перед началом заседания князь Жунцин обратился к Жунлу, сообщив, что объявлять войну сразу восьми державам крайне опрометчиво. Жунлу на это ответил, что думает точно так же, но если заявить об этом на совете, оба они сделаются предателями. На заседании императорского совета обсуждался вопрос об ихэтуанях, поскольку Цыси никак не могла однозначно заявить, являются ли они патриотами или бунтовщиками. 22 июня Жунлу писал генерал-губернатору Куйцзюню, что его аргументы против ихэтуаней разбивались о заявления, что они выражают волю народа. Однако министру удалось добиться указа об «усмирении» тех ихэтуаней, которые уличены в преступной деятельности. Когда решался вопрос об объявлении войны, Жунлу был на стороне «ястребов», утверждая, что «потерять землю в бою лучше, чем потерять без боя». Императрица Цыси тогда полагала, что если удастся избавиться от иностранных посольств в Пекине, то это будет стоить любых территориальных уступок. Она согласилась на встречу Жунлу с западными послами, ибо он хотел их эвакуировать в Тяньцзинь без потерь, используя в качестве предмета для дипломатического торга. 20 июня в циркулярной телеграмме, данной наместникам южных провинций, Жунлу утверждал, что всеми силами пытался исправить ситуацию, однако в этот день ихэтуанями был застрелен немецкий посланник фон Кеттелер, направлявшийся на переговоры в Цзунли ямэнь. После этого дипломатические сотрудники шести держав категорически отказались покидать Пекин.
Параллельно разворачивалось сепаратистское движение наместников провинций Юга и Востока Китая. В двадцать пятый день пятой луны (21 июня 1900) при дворе была принята коллективная телеграмма южных наместников, которую подписали: Ли Хунчжан, Лю Куньи, Чжан Чжидун, Сюй Инцзюнь, Ван Чжичунь, Юй Иньлинь, и ещё восемь человек. Из этого документа следовало, что наместники заключили с Японией и Великобританией сепаратный договор, который гарантировал невмешательство держав в территории, которыми они руководили. Ли Хунчжан не скрывал, что добивается наказания столичных ксенофобов. Жунлу представил этот документ императрице и убедил её оставаться в столице. Далее в двенадцатый день шестой луны (12 июля) перечисленные лица в циркулярной телеграмме потребовали от двора издания указа о защите иностранных подданных, включая имущество иностранных фирм и христианских миссий. В шестой день седьмого лунного месяца (31 июля) Ли Хунчжан, Лю Куньи, Юань Шикай в категорической форме потребовали законодательного оформления защиты иностранных посланников, купцов, миссионеров, и «подавления бандитов».
14 июля 1900 года войска коалиции восьми держав взяли штурмом Тяньцзинь, в результате чего покончили с собой генерал-губернатор Чжили Юйлу и министр военно-морского флота Ли Бинхэн. 2 августа начался поход европейско-японских войск на Пекин, и уже 13-го войска подошли к городским стенам. Ранним утром 14 августа императрица Цыси с малой свитой, включая Ганъи, и государем Гуансюй бежала из столицы. После этого Жунлу занял привычную для него пассивную позицию, ожидая развития событий. Впрочем, уже 19 августа он выехал в Баодин, обеспечивать пересылку денежных средств для содержания августейших особ (60 тысяч лянов из пекинского бюджета и ещё 50 тысяч серебром из бюджета железнодорожного ведомства), и готовя почву для переговоров с европейцами. При штурме Пекина был сожжён дом Жунлу с садом, его семья осталась без крова, погибло всё имущество.

### Эвакуация в Сиань

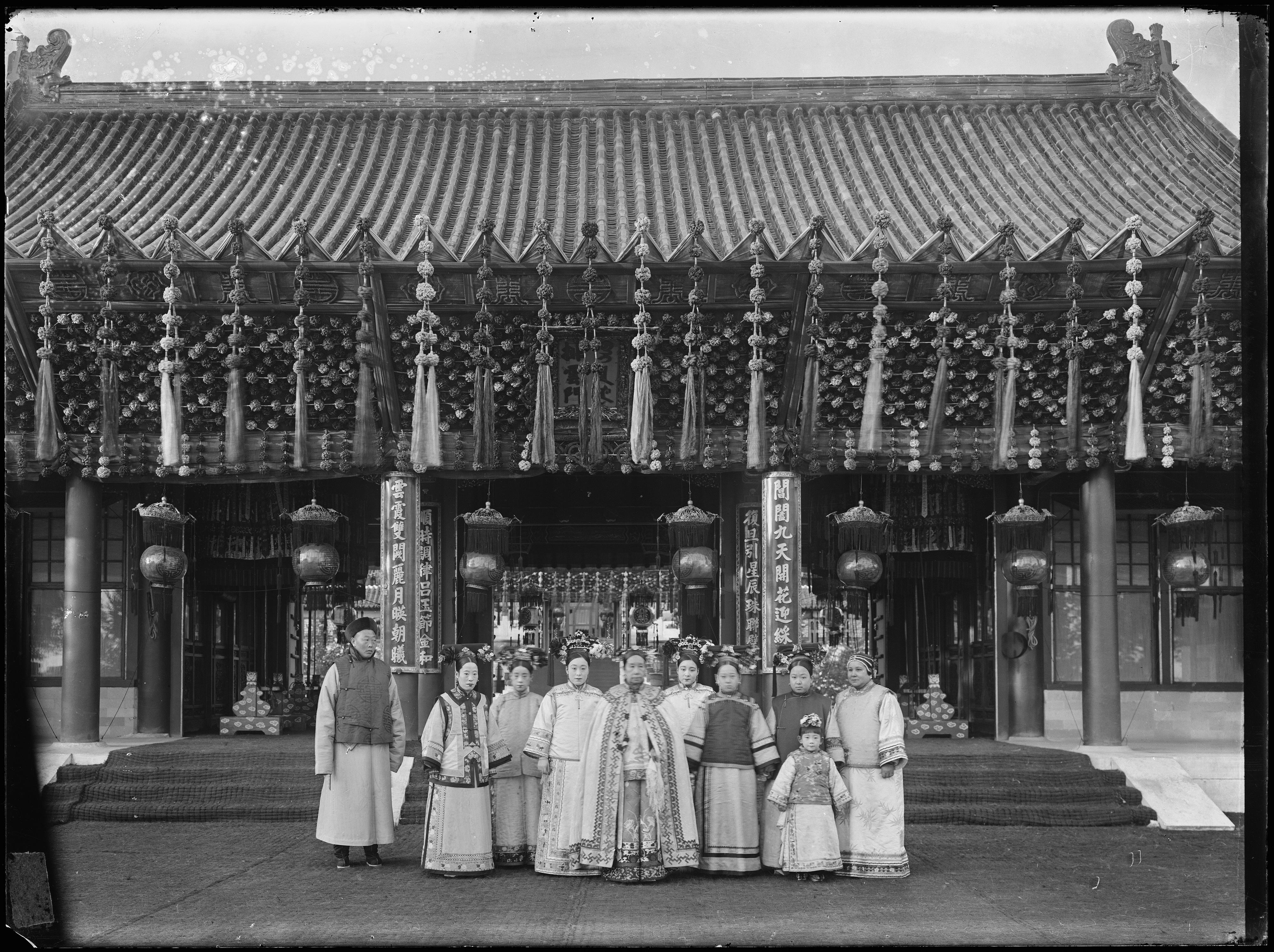
Императрица Цыси в окружении придворных. Фото 1900-х годов

Императрица Цыси и император Гуансюй проследовали черед Датун и Тайюань, несмотря на призывы южных губернаторов вернуться в Пекин и покарать виновников ихэтуаньских бесчинств. Поскольку в Шаньси из-за ихэтуаней царил хаос, двор проследовал в Сиань, где и обосновался до января 1902 года. Верховная власть в столице, в том числе военная, фактически оказалась в руках Ли Хунчжана. Жунлу получил приказ присоединиться ко двору в Сиане, на что ему понадобилось три месяца (через Чжэндин, Чжандэ и Вэйхуэй). По пути погибли жена и дочь Жунлу, на что он жаловался дяде — губернатору Сычуани. В том же письме он сетовал, что его обманули гадальщики (предсказав, что он лишится родных через два года) и просил приискать более компетентных. По мнению Ма Чжунвэня, прибытие Жунлу в Сиань оказалось своевременным: губернатор Шаньси Юйсянь всячески потворствовал ихэтуаням, ввергнув свою провинцию в хаос, а в Чжили бесчинствовали иностранные мародёры. Вся вина за поражение была возложена на Дун Фусяна, однако и Ли Хунчжан в посланиях императрице весьма нелицеприятно отзывался о Жунлу, и требовал его наказания.
В этой обстановке Жунлу попытался «перетянуть» Ли Хунчжана на сторону императрицы и в максимальной степени отвести от Дун Фусяна обвинения, о чём свидетельствует их обмен телеграммами. Постоянное желание Жунлу следовать настроениям Цыси быстро вывело его из переговорного процесса. В Сиане Жунлу и его секретари занялись разработкой «Новой политики». В третий лунный месяц 27 года правления Гуансюй (1901 год) было создано Управление по надзору и управлению, которое должно было проводить «Новую политику». Согласно Ма Чжунвэню, фактически это было продолжение Ста дней реформ. Распоряжением императрицы от 20 дня восьмой луны, Лю Куньи и Чжан Чжидун назначались ответственными за изучение западного политического и образовательного опыта, причём реформе образования придавалось первостепенное значение: империи требовались подготовленные кадры.
Вероятно, в результате потрясений в 1901 году Жунлу тяжело заболел. Дневник Ван Вэньшао за первый и второй лунный месяц 27 года Гуансюй постоянно фиксирует неявку сановника на заседания правительства из-за проблем с ногами (этикетные требования предполагали стояние на коленях и земные поклоны). Так, на аудиенции в третий день второй луны его приходилось поддерживать даже при вставании на колени. К пятому лунному месяцу он так и не излечился, что резко ограничивало его и в политических манёврах. В восьмой лунный месяц скончался 17-летний сын и наследник Жунлу — Луньхоу (纶厚). Это был его единственный наследник, и моральное состояние сановника было таково, что вызывало беспокойство даже у вдовствующей императрицы. После этого Жунлу так и не оправился. В 27-й день девятой луны (7 ноября) пришли известия о кончине Ли Хунчжана, Ван Вэньшао срочно был отправлен в Пекин, чтобы заменить его при подписании Заключительного протокола, а генерал-губернатором столичной провинции был назначен Юань Шикай. 8 ноября был издан императорский указ о награждении сановников. Про Жунлу было особо сказано, что он защищал иностранные посольства и «подавлял ихэтуаней», за что удостоился императорской жёлтой куртки и павлиньего пера на шапку с двумя глазками. Также он получил почётную должность дасюэши дворца Вэньхуадянь. Жунлу был включён в свиту Цыси при возвращении императорского семейства в Пекин в январе 1902 года.

## Жизненный финал (1902—1903)

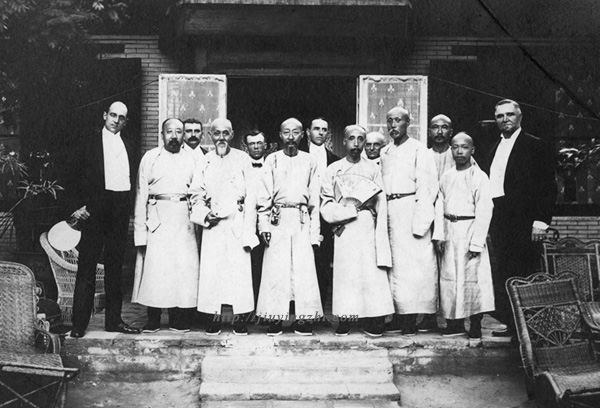
Американский министр Конгер (крайний справа) с высшими китайскими сановниками. Четвёртый слева Жунлу. 25 июля 1902 года

В последний год жизни Жунлу, сохраняя высшие государственные посты, почти не участвовал в делах правления. Он страдал от заболеваний (современники упоминали подагру), и подвергался ожесточённой критике нового поколения государственных деятелей — маньчжуров и китайцев. Тем не менее, Жунлу посещал иностранные посольства, причём ходили слухи, что он получал немалые взятки от иностранных дипломатов. После возвращения в Пекин Жунлу общался с миссионером Тимоти Ричардом, который в своих воспоминаниях заявил, что маньчжур складом и остротой ума и хитростью более всех напоминал покойного Ли Хунчжана. В восемнадцатый день седьмой луны состоялось бракосочетание дочери Жунлу — Юлань — с князем Чунем. Этот брак называли политическим, санкционированным лично императрицей Цыси. Это был последний политический успех сановника, который выступил против реформы системы образования, что должна была привести к полной отмене конфуцианских государственных экзаменов. Вскоре он оказался совершенно не способен заниматься государственными делами, страдая от сильных головных болей, постоянно вынуждавших его брать отпуска. В последний раз он появился на людях на приёме императора Гуансюя в десятый день первого лунного месяца двадцать девятого года правления Гуансюй (1903). Далее болезнь усилилась, так что сановник даже обратился к японским медикам, практиковавшим западную медицину: у него развилось сердечное заболевание. В 14-й день третьей луны (11 апреля) Жунлу скончался в возрасте 68 лет по китайскому счёту. Отчёт о его смерти был напечатан в официальной «Пекинской газете». Императорским указом он был удостоен посмертного титула «Просвещённый и Верный» (Вэньчжун 文忠) и аристократического титула «нань 1-й степени». На его погребение было выдано из казны 3000 лянов серебра

## Память. Историография

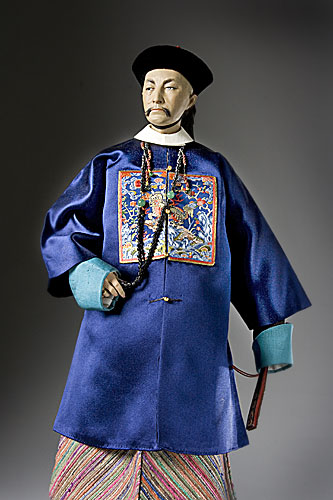
Восковая фигура Жунлу из Галереи исторических персон Дж. Стюарта (Музей округа Вентура)

Некролог Жунлу посвятил известный французский синолог Анри Кордье. «Великий секретарь» Жунлу назван «самым влиятельным человеком в Китае».
Несмотря на занимаемые высокие должности, Жунлу так и не получил статуса выдающегося государственного деятеля. О его жизни сохранилось мало сведений. В связи с событиями 1898 года и Ихэтуаньского восстания его неоднократно упоминали в мемуарах современники, в том числе представители западных держав, а также первые исследователи китайско-иностранных отношений (например, Осия Морс). В первой трети XX века пользовался известностью так называемый «Дневник Цзин Шаня», освещавший деятельность Жунлу во время пекинской осады, который в 1930-е годы был изобличён как фальсификация. Кан Ювэй считал Жунлу своим личным врагом, и, находясь в эмиграции, вёл против него кампанию в прессе; некоторые материалы издавались на европейских языках. Крайне негативно Жунлу был описан в мемуарах императора Пу И «Первая половина моей жизни», однако он родился спустя шесть лет после кончины деда, а материалы для книги были подготовлены коллективом китайских историков накануне «Культурной революции». Благодаря европейским мемуаристам на Западе Жунлу иногда представал в мистифицированном виде. В голливудском фильме 1963 года «55 дней в Пекине» Жунлу, роль которого исполнял Лео Генн, по сюжету был тайным любовником русской аристократки (Ава Гарднер).
В 1943 году в США на английском языке вышел справочник «Выдающиеся китайцы периода Цин», биография Жунлу в котором была написана китайским учёным Фан Чжаоином. Китайский перевод этого справочника был опубликован в 1990 году. Новая волна интереса к личности и наследию цинского сановника наметилась в 1980-е годы. В 1987 году биография Жунлу, написанная Лин Дункуем, была включена в многотомник «Люди династии Цин», издаваемый по инициативе и под редакцией Дай И в Ляонине. Основное содержание всех этих кратких биографий сводилось к роли сановника в период «Ста дней реформ», которая оценивалась крайне негативно. В 2014 году в Пекинском университете была защищена диссертация Ван Гана (王刚) «Жунлу и политическая ситуация при поздней династии Цин» (《荣禄与晚清政局》), в которой впервые была представлена систематическая политическая биография сановника. Параллельно оформился интерес к Жунлу и на Тайване. В 2010-е годы исследования архивных фондов предприняли тайваньские учёные Лю Фэнхань и Хуан Чжанцзянь, а также специалисты из КНР Кун Сянцзи и Мао Хайцзянь, совершив ряд открытий.
Первая монографическая биография Жунлу была опубликована в 2016 году китайским историком Ма Чжунвэнем (马忠文, род. 1967), работающим в отделе политической истории Института современной истории Академии общественных наук КНР. Автор на основе выявленных архивных данных предположил, что сановник был кандидатом на замену Ли Хунчжана, и доказал, что Жунлу не являлся узко мыслящим реакционером, наподобие Сюй Туна или Ганъи. Напротив, его можно поставить в один ряд с консервативными реформаторами, такими как Чжан Чжидун и Чэнь Баочжэнь; Жунлу сыграл огромную роль в начале военной реформы династии Цин и стоял у истоков Бэйянской группировки. Историографический обзор, проведённый Ма Чжунвэнем, рецензентом Тан Шичунем был признан образцовым. Исследователю пришлось восполнять недостаток сведений о личности глубоким анализом социальных и придворных связей, в которые был вовлечён Жунлу. В рецензии Ван Сюэбиня (Высшая партийная школа при ЦК КПК) отмечалось, что, с одной стороны, круг исторических источников по времени жизни и деятельности Жунлу очень широк, но, с другой стороны, сведений о его личности крайне мало, они разрознены, хаотичны, и зачастую противоречат друг другу. Автору удалось ввести в научный оборот десять ранее не публиковавшихся источников, что позволило ревизовать ранее общепринятые взгляды на роль Жунлу в перевороте 1898 года. Из-за особенностей источниковой базы в книге больше написано о Шэн Сюаньхуае, Вэн Тунхэ, Ван Вэньшао, Ли Хунчжане, Лю Куньи, Чжан Чжидуне, и Ганъи, чем о самом Жунлу. Однако это позволило осветить сложность взаимодействия придворных группировок, которые определяли политическую жизнь поздней династии Цин. Важным открытием Ма Чжунвэня называется доказательство, что Жунлу всю свою жизнь был связан с военной политикой, и не являлся карьерным бюрократом, каким его считали предыдущие поколения историков и публицистов. Тем не менее, Ван Сюэбинь отметил, что в книге не нашлось ответов на ряд важных вопросов, в частности, как именно «скрытный оппортунист» Жунлу мог взаимодействовать с придворными и военными, в частности, навязывая свою волю Юань Шикаю.

## Комментарии
1. ↑  Неверное прочтение транскрипции Уэйда — Джайлза привело к тому, что в русской дореволюционной историографии Жунлу известен как Юнлу. Второе имя Чжунхуа кит. трад. 仲華, упр. 仲华, пиньинь Zhònghuá, прозвище Люэюань кит. трад. 略園, упр. 略园, пиньинь Lüèyuán[1 1].
2. ↑  Аймак в низовьях Сунгари, добровольно перешедший в подданство Цинам.
3. ↑  По традиционному китайскому календарю 37-й год шестидесятилетнего цикла (белой крысы) обозначался циклическими знаками гэнцзы (кит. 庚子).
4. ↑  Ма Чжунвэнь, ссылаясь на дневник князя Натуна, утверждал, что Жунлу действительно был болен[1 37].